# جيم موريسي (لاعب كرة قدم أمريكية)
جيم موريسي (بالإنجليزية: Jim Morrissey)‏ هو لاعب كرة قدم أمريكية أمريكي، ولد في 24 ديسمبر 1962 في فلينت في الولايات المتحدة.

## وصلات خارجية
- جيم موريسي على موقع مرجع كرة القدم المحترفة.كوم (الإنجليزية)